# Station Les Ormes-sur-Vienne
Station Les Ormes-sur-Vienne is een spoorwegstation in de Franse gemeente Les Ormes.